# نورمان فنسنت بيل
نورمان فنسنت بيل (بالإنجليزية: Norman Vincent Peale)‏ (31 مايو 1898 - 24 ديسمبر 1993) كان قسًا أمريكيًا وكاتبًا معروفًا بعمله في الترويج لمفهوم التفكير الإيجابي، وخاصة من خلال كتابه الأكثر مبيعًا قوة التفكير الإيجابي. عمل كاهنًا في كنيسة ماربل كوليجيت في نيويورك، من عام 1932 حتى عام 1984، وقاد مجمع الكنيسة الإصلاحية في أمريكا. كان بيل صديقًا شخصيًا للرئيس ريتشارد نيكسون. ارتاد دونالد ترامب كنيسة بيل أثناء نشأته، وتزوج من زوجته الأولى إيفانا هناك. كانت أفكار بيل وتقنياته مثيرة للجدل، تلقى بيل انتقادات متكررة من شخصيات كنسية ومن خبراء الطب النفسي.

## النشأة والتعليم
ولد بيل في بورسفيل، أوهايو، كان الابن الأكبر من بين ثلاثة أطفال لتشارلز وآن بيل. تخرج من ثانوية بيل فونتين في بيل فونتين في ولاية أوهايو. ارتاد جامعة أوهايو وسلين (حيث أصبح أخًا في أخوية فاي جاما دلتا) وكلية اللاهوت في جامعة بوسطن.
ترعرع كميثودي وكان قسًا ميثوديًا في 1922، غير بيل دينه وانتسب إلى الكنيسة الإصلاحية في أمريكا في 1932 وبدأت ولايته 52 عامًا ككاهن في كنيسة ماربل كوليجيت في مدينة نيويورك.

## مسيرته المهنية

### المؤسسة الأمريكية للدين والطب النفسي
قام بيل وسمايلي بلانتون، وهو محلل نفسي، بإنشاء عيادة خارجية للطب النفسي والديني بجوار الكنيسة. كتب الرجلان العديد من الكتب معًا، وبالأخص الإيمان هو الجواب: طبيب نفسي وكاهن يناقش مشكلتك (1940). كُتب الكتاب في فصول متناوبة، بحيث يكتب بلانتون فصل واحد، وبعده بيل. لم يعتنق بلانتون أي منظور ديني معين في فصوله. في عام 1951، تطورت عيادة الطب النفسي والديني هذه إلى المؤسسة الأمريكية للدين والطب النفسي، حيث شغل بيل منصب الرئيس وشغل بلانتون منصب المدير التنفيذي. تعامل بلانتون مع الحالات النفسية الصعبة، وتولى بيل، الذي لم يكن يملك أوراق اعتماد تتعلق بالصحة العقلية، بالتعامل مع القضايا الدينية.
عندما تعرض بيل للانتقاد الشديد من مجتمعية الصحة العقلية بسبب كتابه المثير للجدل قوة التفكير الإيجابي (1952)، نأى بلانتون بنفسه عن بيل ورفض تأييد الكتاب علنًا. لم يسمح بلانتون لبيل باستخدام اسمه في قوة التفكير الإيجابي ورفض الدفاع عن بيل علنًا عندما تعرض للانتقادات. وصف الخبير دونالد ماير هذا أن: «من الواضح تصور بيل أنه سار مع بلانتون في عملهم المشترك في مؤسسة الطب النفسي والديني، لكن لم يكن هذا صحيحًا تمامًا»: يشير ماير إلى كتاب بلانتون الخاص، الحب أو الفناء (1956) بأنه «يتناقض بشكل واضح في العديد من النقاط مع إنجيلية بيل» من «التفكير الإيجابي» وأن لا شيء مشترك بين هذين العملين.

### الإذاعة، والتلفاز، والكتابة، والمنظمات
في عام 1935 بدأ بيل ببرنامج إذاعي بعنوان فن الحياة واستمر لمدة 54 عامًا. تحت رعاية المجلس الوطني للكنائس انتقل إلى التلفاز عندما وصل الوسيط الجديد. في ذلك الوقت بدأ بتحرير مجلة غايدبوستس وبدأ أيضًا بكتابة الكتب، وأُرسلت موعظته بشكل شهري. خلال فترة الكساد تعاون بيل مع جيمس كاش بيني، مؤسس جي سي بيني وشركاه، ومع أرثر جودفري، وهو شخصية إذاعية وتلفزيونية، ومع توماس واتسون، وهو رئيس ومؤسس آي ام بّي، لتشكيل أول مجلس فورتي بلس، وهي منظمة تساعد المدراء والمسؤولين التنفيذيين العاطلين عن العمل.
في عام 1945، أسس بيل مع زوجته روث ستافورد بيل وريموند ثورنبرغ، وهو رجل أعمال من ولاية باولينغ في نيويورك، مجلة غايدبوستس، وهي منتدى غير طائفي للناس لربط القصص الملهمة.
كان بيل كاتبًا غزير الإنتاج. عمله قوة التفكير الإيجابي هو إلى حد الآن الكتاب الأكثر قراءة على نطاق واسع. نُشر لأول مرة في عام 1952، وبقي على قائمة أكثر الكتب مبيعًا في نيويورك تايمز لمدة 186 أسبوعًا متتاليًا، ووفقًا للناشر سيمون وشوستر، بيع من الكتاب حوالي 5 ملايين نسخة، وحقيقة أن الكتاب باع 5 ملايين نسخة مطبوعة على غلاف الإصدار الحالي بكل من الغلاف الورقي والغلاف السميك، ويناقض مباشرةً الادعاءات المبالغ فيها بأن الكتاب باع أكثر من 20 مليون نسخة في 42 لغة. ويعارض الناشر أيضًا ادعاء الترجمة، قائلًا إن الكتاب تُرجم إلى 15 لغة فقط. كانت نصف مبيعات الكتاب تقريبًا (2.1 مليون) قبل عام 1958، ووفقًا لبيل بحلول عام 1963، بيع من الكتاب مليوني نسخة. ومنذ ذلك الحين، باع الكتاب أقل من 3 ملايين نسخة على مدار الستين عامًا الماضية. ومن أعماله المعروفة أيضًا فن الحياة، ودليلًا عن المعيشة المتيقنة، ومتفائل صعب المراس، والرسائل الملهمة للحياة اليومية.
في عام 1947، شارك بيل (مع كينيث بيب) في تأسيس جمعية هوراشيو ألجر. تهدف هذه المنظمة إلى الاعتراف بفصل الأمريكيين الذين نجحوا برغم الظروف الصعبة. تشمل المنظمات الأخرى التي أسسها بيل مركز بيل، ومؤسسة التفكير الإيجابي ومنشورات غايدبوستس، وكلها تهدف إلى تعزيز نظريات بيل في التفكير الإيجابي.

## المرحلة اللاحقة من حياته
كان بيل موضوع فيلم طريق أحد الرجال عام 1964.
كان بيل سياسيًا وصديقًا شخصيًا مقربًا من عائلة الرئيس ريتشارد نيكسون. في عام 1968 أعلن زواج جولي نيكسون وديفيد أيزنهاور. استمر بزيارة البيت الأبيض طوال أزمة فضيحة ووترغيت، قائلًا: «لم يخجل المسيح من الأشخاص الذين يعانون من مشاكل».
وكان بيل ماسوني من الدرجة 33 من الشعائر الاسكتلندية.
منح الرئيس رونالد ريغان بيل -لمساهماته في مجال اللاهوت- وسام الحرية الرئاسي (أعلى تكريم مدني في الولايات المتحدة) في 26 مارس 1984.
توفي بيل أثر سكتة دماغية في 24 ديسمبر، 1993 عن عمر يناهز 95 في باولينغ، نيويورك.

## الانتقادات والجدل
تعرضت أعمال بيل للانتقادات من قِبل العديد من خبراء الصحة العقلية، وقال أحدهم بشكل مباشر إن بيل كان رجلًا محتالًا ومخادعًا.  ظهر هؤلاء النقاد في بداية خمسينيات القرن العشرين بعد نشر كتاب قوة التفكير الإيجابي.

### صعب الإثبات
أحد الانتقادات الرئيسية لقوة التفكير الإيجابي هو أن الكتاب مليء بالحكايات التي يصعب إثباتها. تقريبًا جميع الخبراء والعديد من الشهادات التي يقتبسها بيل والتي تدعم فلسفته هي مجهولة الهوية وغير معروفة المصدر. من الأمثلة التي تتضمن ذلك «عالم نفسي مشهور»، خطاب من صفحتين من «طبيب ممارس»، «عالم نفسي مشهور» آخر، و «مواطن بارز في مدينة نيويورك»، والعشرات من الاقتباسات الأخرى، إن لم يكن المئات، التي لا يمكن التحقق منها. ويُشار أيضًا إلى دراسات علمية مشابهة مشكوك في صحتها. وكما يوضح الطبيب النفسي أر سي مورفي «جميع الإعلانات هي مبررة كما كانت، عن طريق تمسك صارم بالحقيقة» ويشير إلى العمل والمادة المقتبسة على أنها «غير قابلة للتصديق ومتدينة بطريقة جامدة»

## وصلات خارجية
- نورمان فنسنت بيل على موقع IMDb (الإنجليزية)
- نورمان فنسنت بيل على موقع الموسوعة البريطانية (الإنجليزية)
- نورمان فنسنت بيل على موقع إن إن دي بي (الإنجليزية)
- نورمان فنسنت بيل على موقع قاعدة بيانات الفيلم (الإنجليزية)